# Pušća (Zagreb)
Pour les articles homonymes, voir Pušća.
Pušća est une municipalité située dans le comitat de Zagreb, en Croatie. Au recensement de 2001, la municipalité comptait 2 484 habitants, dont 96,98 % de Croates.
Le siège de la municipalité est le village de Donja Pušća.

## Localités
La municipalité de Pušća compte 8 localités :
- Bregovljana
- Donja Pušća
- Dubrava Pušćanska
- Gornja Pušća
- Hrebine
- Hruševec Pušćanski
- Marija Magdalena
- Žlebec Pušćanski